# Fiodorowka (rejon nieklinowski)
Fiodorowka (ros. Фёдоровка) – wieś w Rosji, w obwodzie rostowskim, w rejonie nieklinowskim. W 2010 liczyła 2226 mieszkańców.